# Hassan Gouled Aptidon
Hassan Gouled Aptidon (en somalí: Xasan Guuleed Abtidoon; en árabe: حسن جولد أبتيدون) (Lughaya, Somalia, 15 de octubre de 1916 - Yibuti, 21 de noviembre de 2006) fue un político yibutiano que se desempeñó como el primer Presidente de la República de Yibuti desde su independencia en 1977 hasta el 8 de mayo de 1999, siendo sucedido por su sobrino, Ismail Omar Guelleh.

## Biografía

### Primeros años
Gouled nació en un pequeño pueblo, ubicado al norte de Somalia, llamado Lughaya, el 15 de octubre de 1916.

### Carrera política
Sus primeros pasos a la política comenzaron en 1947, cuando Gouled abogaba por la permanencia de Yibuti como colonia francesa (en entonces Yibuti se llamaba Somalilandia Francesa). En 1952, es elegido senador territorial de la Asamblea Nacional de Francia, y en 1958, su partido político llamado Agrupación Popular para el Progreso, obtiene una amplia mayoría, teniendo como objetivo principal, la independencia de Yibuti del dominio francés. En 1963, pasó a ser Ministro de Educación.
Su postura a favor de la permanencia de Yibuti como colonia francesa cambia radicalmente, cuando su partido queda ilegalizado en 1967, y se convierte en el líder de un grupo de disidentes que demandaba la independencia de su país. A diferencia de otros países de la región, Gouled optó por una campaña pácifica, en la que su lema era buscar la libertad ''con Francia, y no en contra de ella''. Tras esta campaña, hizo que los franceses se mostraran a favor de que Yibuti fuese un estado independiente.

### Presidente de Yibuti (1977-1999)
En junio de 1977, Yibuti obtiene su independencia, y Gouled se convierte por un breve período Primer ministro, y ese mismo año se convierte en el Primer Presidente de su país. Sin embargo, su imagen comenzó a deteriorarse cuando hizo una campaña salvajemente impopular de prohibir el consumo de khat, una hoja masticable que sirve como un narcótico suave, pero a la vez, su consumo excesivo puede causar daños cerebrales. La polémica de su campaña llegó a tal extremo, que por poco derribaron al recién creado gobierno, y decidió poner fin al proyecto. En 1981 se generó nuevamente otra polémica, cuando modifica la constitución, introduciendo la doctrina del partido único y la ilegalización de partidos opositores a su gobierno.
Entre otras medidas, fue la aceptación de Yibuti como un estado multiétnico, el proceso de repatriación voluntaria de miles de refugiados, que huían de los conflictos ocurridos en países vecinos, en las que además, Gouled promovía la paz en aquellos países en situación de conflicto. En 1992, y luego de varias presiones, modifica nuevamente la constitución, dando paso a la creación de un estado multipartidista, de la que sin embargo, no habrá una elección presidencial multipartidista hasta 1999.
Hasta 1994, se enfrentó contra el Frente para la Resatauración de la Unidad y la Democracia, un grupo guerrillero, compuesto principalmente por la tribu afar (el segundo grupo étnico más grande de Yibuti), que buscaba derrocar al gobierno.
Tras 22 años de poder, Gouled deja la presidencia en 1999, siendo sucedido por su sobrino Ismail Omar Guelleh, quien actualmente sigue en el cargo.
Falleció en su hogar, el 21 de noviembre de 2006, a causa de una larga enfermedad, que no ha sido confirmada por la familia de Gouled.

## Familia
Estuvo por mucho tiempo, casado con la conocida activista por los derechos de la mujer, Aicha Bogoreh, hasta su fallecimiento en 2001, Posteriormente, Gouled volvió a casarse.
| Predecesor: cargo creado | Presidente de la República de Yibuti 1977 - 1999 | Sucesor: Ismaïl Omar Guelleh |
| Predecesor: cargo creado | Primer ministro de la República de Yibuti 1977   | Sucesor: Ahmed Dini          |